# Бриттэйн, Мэттью
Мэттью Бриттэйн  (англ. Matthew Brittain; 5 мая 1987, Йоханнесбург, ЮАР) — южноафриканский спортсмен, Олимпийский чемпион в академической гребле (четвёрки, легкий вес) 2012 года. Выступает за Университет Претории. Увлекается скалолазанием, плаванием и ездой на велосипеде.